# オータム・イン・ニューヨーク
『オータム・イン・ニューヨーク』（Autumn in New York）は、2000年のアメリカ合衆国のロマンス映画。監督は女優のジョアン・チェン、出演はリチャード・ギアとウィノナ・ライダーなど。リッチな中年プレイボーイが難病を抱えた年若い女性との恋愛をきっかけに自分本意だった生き方を変えていく姿を描いている。

## ストーリー
ウィル・キーンはレストランオーナーであり結婚恐怖症の48歳の独身男。自由奔放な若きシャーロット・フィールディングと出会い、彼は深入りしない軽いロマンスを望んだ。ウィルは「永遠は約束しない」という信条の一方、シャーロットもこの関係は長く続かないと確信していた。なぜならば、彼女は病により死にゆく身であったからだった。
シャーロットの祖母のドリーは、シャーロットの病気を理由に彼女に会うのをやめて欲しいとウィルに警告した。本当の理由はそれだけではなく、ドリーは自分の娘や他の女性達が受けた痛みを同じように孫娘にさせたくなかったのだ。ましてや同じ男にである。ある時、ウィルが他の女性と関係を持ったと知って泣いて帰ってきたシャーロットに、ドリーは過去にシャーロットの母親とウィルの間にあった事を打ち明けた。

ウィルはシャーロットに許しを乞いに会いに来た。シャーロットは怒っていたが、ウィルを許し、二人は短くも愛しい時間を過ごした。
そしてシャーロットはウィルを残してこの世を去った。

その後、ウィルと娘（リサ）と孫の三人でボートに乗っている光景があった。

## キャスト
| 役名                           | 俳優                           | 日本語吹替                                     | 日本語吹替 |
| 役名                           | 俳優                           | ソフト版                                       | ？版       |
| ------------------------------ | ------------------------------ | ---------------------------------------------- | ---------- |
| ウィル・キーン                 | リチャード・ギア               | 鈴置洋孝                                       |            |
| シャーロット・フィールディング | ウィノナ・ライダー             | 小林優子                                       | 笠原弘子   |
| ジョン・ヴォルペ               | アンソニー・ラパーリア         | 坂口哲夫                                       |            |
| ドロレス・“ドリー”・タルボット | エレイン・ストリッチ           | 藤波京子                                       |            |
| リサ・タイラー                 | ヴェラ・ファーミガ             | 日野由利加                                     |            |
| サラ・ヴォルペ                 | シェリー・ストリングフィールド | 佐藤しのぶ                                     |            |
| リン・マッケイル               | ジル・ヘネシー                 | 小池亜希子                                     |            |
| トム・グランディ               | J・K・シモンズ                 | 堀部隆一                                       |            |
| サイモン                       | サム・トラメル                 |                                                |            |
| ポール・シブリー               | メアリー・ベス・ハート         | 唐沢潤                                         |            |
| シャノン                       | カリ・ローシャ                 |                                                |            |
| アルバート                     | スティーヴン・ランダッツォ     |                                                |            |
| ネット                         | ジョージ・スピルフォーゲル三世 | 桐本拓哉                                       |            |
| マイケル（ドアマン）           | ビル・レイモンド               | 宝亀克寿                                       |            |
| 不明 その他                    | N/A                            | 村井かずさ 川村拓央 山門久美 杉本ゆう 出口佳代 |            |

## スタッフ
- 監督 - ジョアン・チェン
- 脚本 - アリソン・バーネット（英語版）
- 製作総指揮 - テッド・タネンバウム、ロン・ボズマン（英語版）
- 製作 - エイミー・ロビンソン、ゲイリー・ルチェッシ（英語版）、トム・ローゼンバーグ
- 撮影 - クー・チャンウェイ
- 衣装 - キャロル・オーディッツ
- 編集 - ルビー・ヤン（英語版）
- 音楽 - ガブリエル・ヤレド

### 日本語版
※ソフト版吹替
- 演出 - 安江誠
- 翻訳 - 高間俊子
- 調整 - 飯村靖雄
- 制作 - グロービジョン

## 音楽
- サウンドトラック - 作曲および指揮ガブリエル・ヤレド、2000年7月25日リリース。[6]

## 評価
北米の公開週の成績は10,987,006ドルで『リプレイスメント』、『スペース カウボーイ』、『インビジブル』に次ぐ初登場4位だった。批評も芳しくなく、6500万ドルの制作費に対し興行成績は最終的に3700万ドルにしかならなかった（世界興収は9072万ドル）。賞もゴールデン・ラズベリー賞ワースト・スクリーン・カップル賞にノミネートされただけだった。
Rotten Tomatoesによれば、71件の評論のうち高評価は20%にあたる14件で、平均点は10点満点中4.3点、批評家の一致した見解は「この映画は恐れていたほど悪くはない（レビューのための事前上映はなかった）が、それほど良くもない。最も顕著な欠点はラブストーリーの陳腐な決まり文句の間抜けさとギアとライダーの相性の悪さである」となっている。Metacriticによれば、21件の評論のうち、高評価は2件、賛否混在は4件、低評価は15件で、平均点は100点満点中24点となっている。